# Will Wright
William Wright (* 20. ledna 1960) je americký herní vývojář a spoluzakladatel vývojářského studia Maxis, které je nyní součástí Electronic Arts. V dubnu 2009 odešel z Electronic Arts.

## Vyvíjené hry
- Raid on Bungeling Bay
- SimCity
- SimCity 2000
- SimCity 3000
- SimEarth
- SimLife
- SimCopter
- SimAnt
- The Sims
- Spore